# Empietà
L'empietà (greco ασέβεια, asebeia) è, nella concezione generale, la trascuratezza del culto della religione dominante nel luogo ed in un dato momento storico, ovverosia della totalità della pratica religiosa esteriore; indipendentemente dalle sue sacre scritture, dalla sua teologia o mitologia, o dalla fede personale dei suoi credenti. L'empietà si distingue, in quanto atto passivo, dall'eresia che implica invece l'attiva opposizione al dogma religioso. Nonostante l'evidente differenza, storicamente, i reati di eresia o empietà sono stati sostanzialmente perseguiti e condannati utilizzando gli stessi criteri, sottostante l'obbligo di osservare il dogma religioso o politico, fedelmente e assolutamente. Nella società moderna non può esistere un reato di empietà visto il pluralismo religioso e visto il rapporto singolo e soggettivo che ogni individuo ha con la propria religione.  

## Personaggi accusati di empietà o eresia
- Alcibiade, ucciso dai nemici persiani.
- Alessandro Marchetti (matematico)
- Anassagora, il quale sostenne che il Sole e la Luna erano rispettivamente una massa incandescente e un globo roccioso, anziché delle divinità.
- Aristarco di Samo
- Aristotele, accusato di essere favorevole agli invasori macedoni. Finì i propri giorni a Calcide, in Eubea.
- Aspasia di Mileto
- Giordano Bruno, bruciato vivo in Campo de' Fiori a Roma nel 1600.
- Galileo Galilei, che fu costretto ad abiurare le sue tesi e scoperte scientifiche, rivelatesi poi vere.
- Giovanni Valentino Gentile
- Fidia
- Ipazia, in quanto praticava arti magiche e influenze sataniche
- Protagora
- Socrate, che morì per avvelenamento di cicuta nel 399 a.C.